# Gleissperre

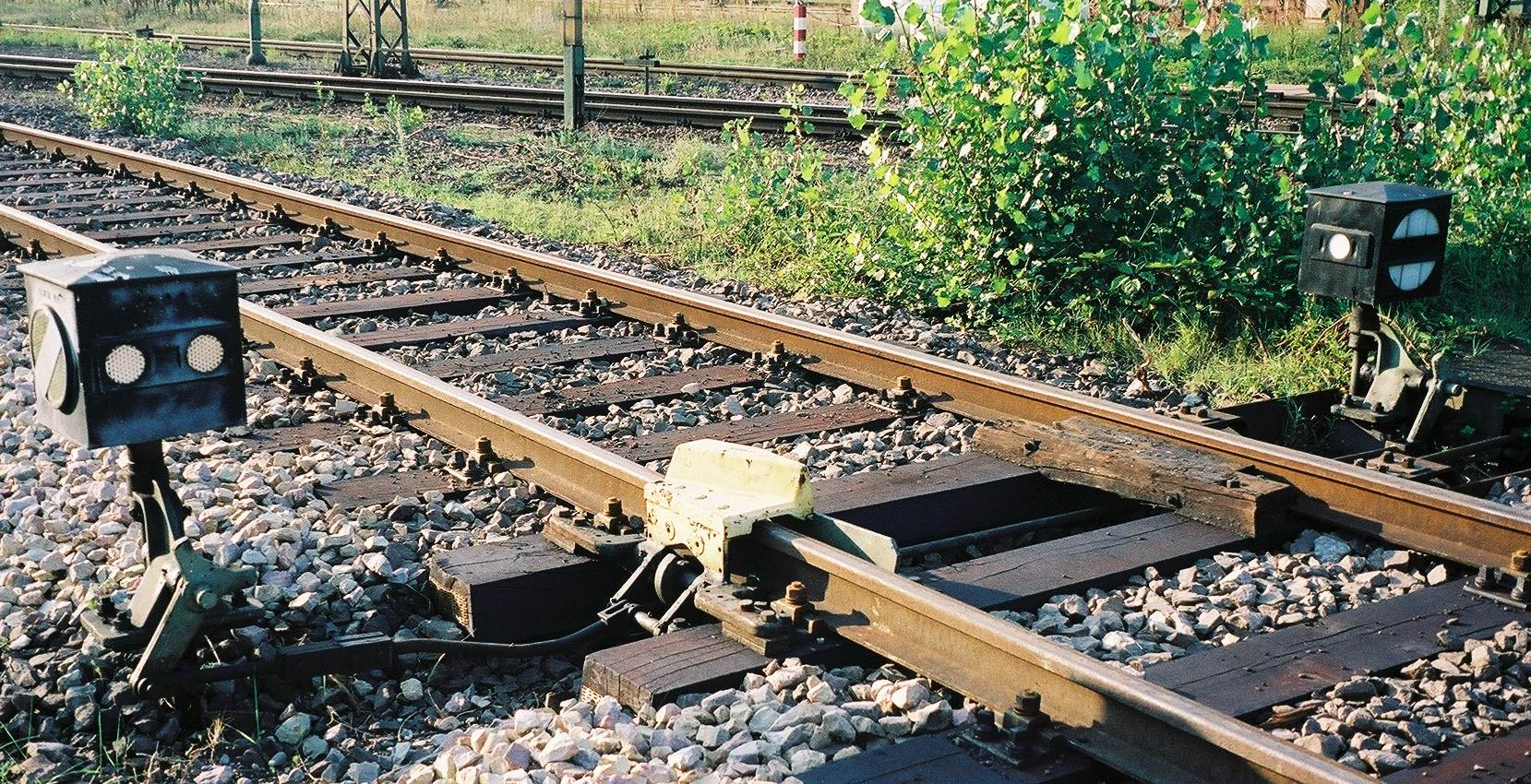
Eine deutsche Gleissperre älterer Bauform

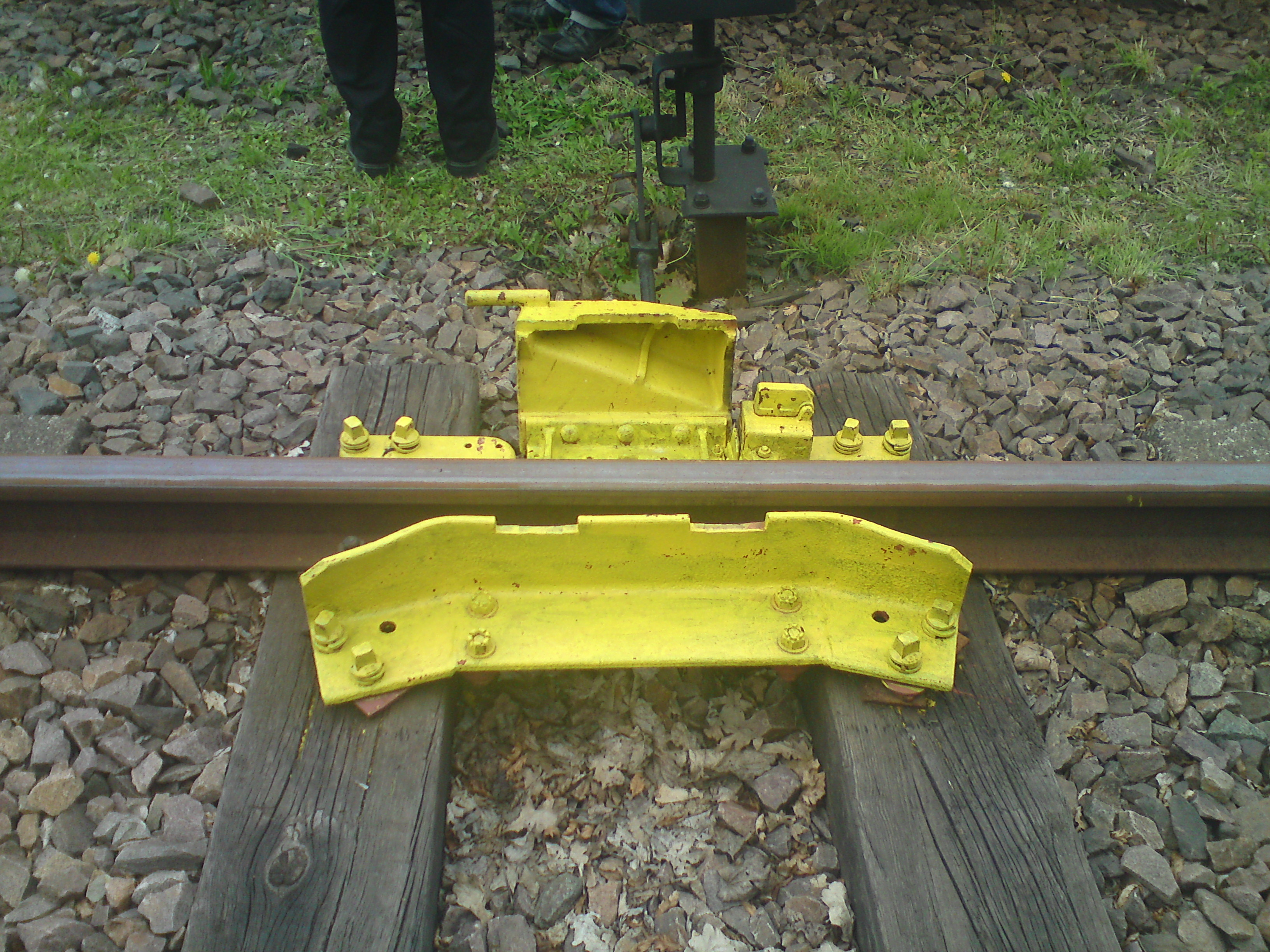
Gleissperre abgelegt in Detailansicht

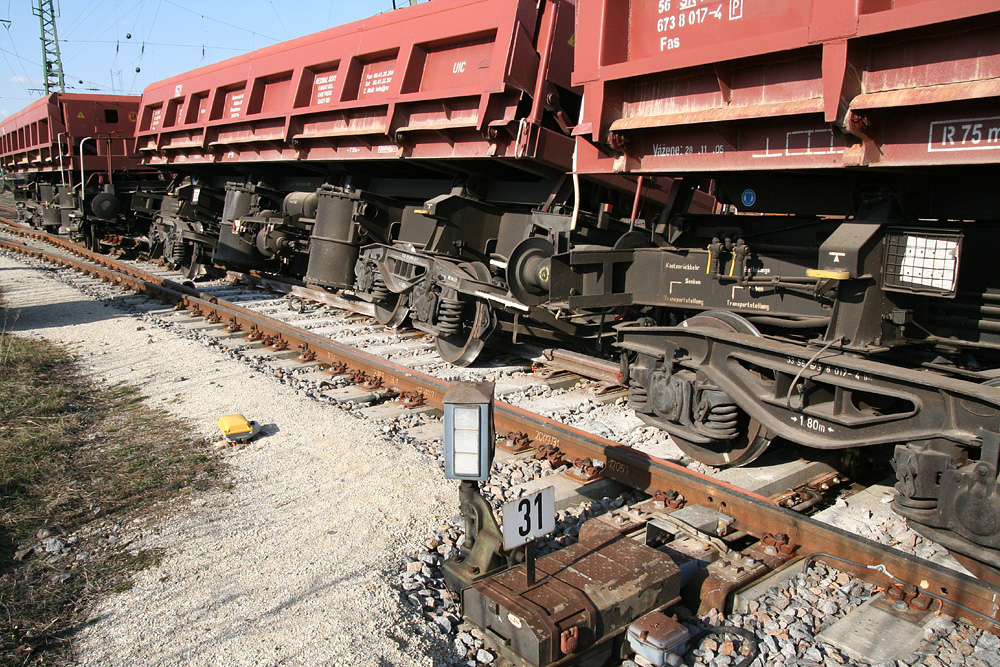
Entgleiste Güterwagen nach Überfahren einer Gleissperre

Eine Gleissperre, in Österreich Gleissperrschuh und in der Schweiz Entgleisungsschuh genannt, ist eine mechanische Flankenschutzvorrichtung in Eisenbahngleisen. In Eisenbahnsprache wird sie auch Vorleger, Hund, Hexe, Frosch oder Kasper genannt.

## Funktion
Eine Gleissperre verhindert das Befahren des Gleises mit Schienenfahrzeugen über die mit der Gleissperre gesicherte Stelle hinaus. Gleissperren sollen, wie auch Schutzweichen, insbesondere Unfälle durch Flankenfahrten verhindern, die z. B. durch das Entrollen abgestellter, versehentlich nicht gesicherter Schienenfahrzeuge oder durch eine Rangierfahrt verursacht sein können. Sie zählen im Gegensatz zu Signalen – die nur wirken, wenn sie beachtet werden – zum „unmittelbaren“ oder „zwingenden“ Flankenschutz. Das Überfahren einer aufgelegten Gleissperre führt zum gewollten Entgleisen des Schienenfahrzeuges in die dem zu schützenden Gleis entgegengesetzte Richtung. Der metallene Sperrklotz (Entgleisungsschuh) der Gleissperre kann nur durch Abheben eines Rades des Schienenfahrzeuges überrollt werden, wodurch – zumindest bei niedrigeren Geschwindigkeiten – das Fahrzeug in der „Auswurfrichtung“ seitlich von der Schiene weggedrückt und so zum Entgleisen gebracht wird.
Mit Gleissperren sichert man in Deutschland Nebengleise eines Bahnhofs, die in Hauptgleise münden, und unter bestimmten Voraussetzungen auch die von der freien Strecke abzweigenden Gleise von Anschlussstellen. In Deutschland und Österreich sind Gleissperren in Hauptgleisen nicht zulässig, in der Schweiz werden sie in bestimmten Fällen auch in Hauptgleisen eingesetzt.

## Aufbau
In Deutschland besteht eine Gleissperre aus einem auf eine Schiene klappbaren Entgleisungsschuh, der sich in aufgelegter Stellung auf einem Stützwinkel abstützt. Ältere Gleissperren benötigen für den Einbau ein auf einen Schwellenabstand von 75 Zentimetern erweitertes Schwellenfach mit Holzschwellen und besonderen Rippenplatten. Die neuere Bauform ist schmaler und lässt sich auch in Schwellenfächer mit den üblichen 60 Zentimetern Schwellenabstand einbauen. Bei betrieblicher Notwendigkeit wird sie mit einem Gleissperrensignal versehen, wobei Gleissperren, die nicht in Folgeabhängigkeit zu Weichen stehen und deshalb auch von der Rückseite überfahren werden könnten, zwei Gleissperrensignale, je eins für eine Richtung, erhalten. Ortsbediente Gleissperren, die häufig umgestellt werden, erhalten eine Handstellvorrichtung mit Handgewicht. Für das Umstellen ohne dieses gibt es einen am Entgleisungsschuh befestigten Handgriff. Um Schäden beim Entgleisen zu minimieren, wird bei ständig eingebauten Gleissperren auf der dem Entgleisungsschuh entgegengesetzten Gleisseite eine Ablaufschwelle für die nach innen ablaufenden Räder eingebaut. Eine Stemmschwelle zwischen der hinteren und der darauf folgenden Schwelle verteilt die Stöße von auftreffenden Achsen auf mehrere Schwellen und sichert damit die Lage und Funktion der Gleissperre.
Zur Herstellung von Folgeabhängigkeiten kann eine Gleissperre mit Gleissperrenschlössern für auf- und abgelegte Stellung ausgerüstet werden. Fernbediente Gleissperren erhalten einen der Stellwerksbauform entsprechenden Antrieb – im Prinzip ein Weichenantrieb. Mechanische Gleissperrenantriebe besitzen zusätzlich einen Kuppelhebel, der die Gleissperre in den Endstellungen festhält und außerdem Schwankungen des Stellweges ausgleicht. Im Stellwerk werden Gleissperren wie Schutzweichen behandelt, bei denen an einem Strang kein Gleis anschließt. Ist die Gleissperre aufgelegt, so zeigt das zugehörige Gleissperrensignal den Signalbegriff Sh 0 als Formsignal (ein waagerechter schwarzer Streifen in runder weißer Scheibe auf schwarzem Grund) und, wenn die Stellung auch von hinten erkennbar sein muss, zwei weiße Lichter nebeneinander. Ist die Gleissperre abgelegt, zeigt das Signal den Begriff Wn 7 (ein senkrechter, schwarzer Streifen in einer runden, weißen Scheibe auf schwarzem Grund) und auf der Rückseite ein weißes Licht. Das Signal kann von innen beleuchtet sein, ansonsten sind die weißen Flächen rückstrahlend. In der Vergangenheit, bei der DR bis 1960, im Netz der ehemaligen DB bis 2008, wurde an seiner Stelle der Signalbegriff Gsp 1 bzw. Sh 1 angewendet. Für die Umrüstung besteht eine Übergangsfrist von zwanzig Jahren.
In Deutschland gibt es mit ähnlicher Funktion auch Entgleisungsweichen, deren Abzweig ohne Gleisabschluss in den Schotter führt. Das Weichensignal dieser Weichen entspricht dem von Gleissperren.
Bei Schmalspurbahnen sind auch einfache Balkengleissperren an Ladegleisen belegt, so bei den Treuburger Kleinbahnen oder den Insterburger Kleinbahnen.

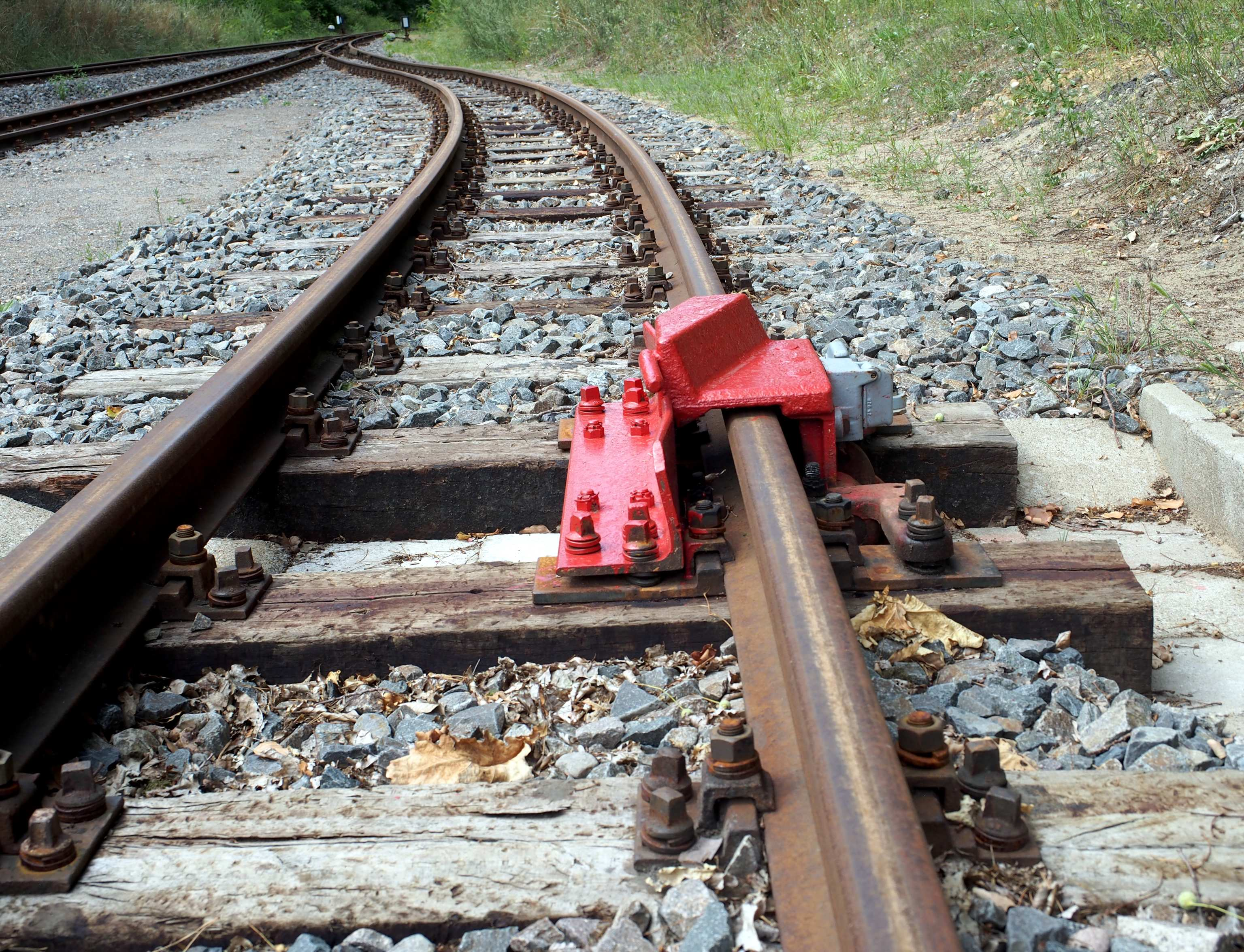
Ortsbediente Gleissperre in einem Schmalspurgleis 2021, die Ablaufschwelle fehlt

In anderen Ländern sind technisch andere Konstruktionen bekannt. Beispielsweise gibt es in Portugal mit Ketten aufgerichtete klappbare Stahlelemente, in Ungarn quer zum Gleis drehbare Sperrbalken in Form von Doppel-T-Trägern.